# Joël Mercier
Pour les articles homonymes, voir Mercier.
Joël Mercier, né le 5 janvier 1945 à Chaudefonds-sur-Layon en Maine-et-Loire est un prélat catholique français, secrétaire de la Congrégation pour le clergé depuis du 8 janvier 2015 au 1er octobre 2021.

## Biographie
Joël Mercier est né le 5 janvier 1945 à Chaudefonds-sur-Layon dans le diocèse d'Angers. Il effectue ses études supérieures en lettres classiques à la faculté des lettres de Paris, et en 1964 entre au séminaire de son diocèse natal, où il obtient un baccalauréat en philosophie et une licence en théologie à l'université catholique de l'Ouest.
Le 27 juin 1970 il est ordonné prêtre pour le diocèse d'Angers et de 1971 à 1974 il complète sa formation à l'université pontificale grégorienne de Rome où il obtient successivement une licence et un doctorat en droit canon.
Revenu dans le diocèse d'Angers, il devient vicaire à la paroisse Saint-Joseph d'Angers jusqu'en 1979, puis aumônier du collège et lycée catholique d'Angers. En 1987 son évêque Jean Orchampt le prend comme secrétaire particulier et le nomme en plus à partir de 1975 membre du tribunal ecclésiastique « Pays de Loire » et en 1980 enseignant de la faculté de théologie d'Angers.
En janvier 2002 il rentre au service de la curie romaine comme official de la Congrégation pour les évêques. Il est nommé chapelain de Sa Sainteté le 31 octobre 2005, et en 2007 il est aussi nommé comme directeur spirituel du séminaire français de Rome.
Le 8 janvier 2015, le pape François le nomme secrétaire de la Congrégation pour le clergé, en lui conférant la dignité épiscopale au rang d'archevêque titulaire de Rota.
Il est ordonné évêque le 19 mars 2015 par le cardinal Pietro Parolin, cardinal secrétaire d'État. 
Le 1er octobre 2021, il quitte ses fonctions de Secrétaire de la Congrégation pour le clergé.
Le 9 juin 2022, il est nommé par décret, exorciste du diocèse d'Angers.